# Rock am Ring (DVD Nickelback)
Live Rock am Ring – koncertowe DVD kanadyjskiego zespołu rockowego Nickelback, z zapisem występu na prestiżowym festiwalu muzyki rockowej odbywającym się co roku w Nürburgring w Niemczech. Zespół wystąpił w sobotę, 5 czerwca, podczas przedostatniego dnia festiwalu. Wykonał 11 utworów. DVD ukazało się na rynku w 2004 roku nakładem wytwórni Roadrunner Records. Prócz własnych utworów grupa wykonała także cover heavymetalowej grupy Metallica „Sad But True”. Zapis koncertu odbył się w ramach trasy „The Long Road Tour”.

## Lista utworów
| Nr. |  | Tytuł                  | Tekst                            | Muzyka                | Długość |
| --- |  | ---------------------- | -------------------------------- | --------------------- | ------- |
| 1.  |  | "Flat on the Floor"    | Chad Kroeger                     | Nickelback            | 2:50    |
| 2.  |  | "Woke Up This Morning" | Chad Kroeger                     | Nickelback            | 4:14    |
| 3.  |  | "Someday"              | Ch.Kroeger / R.Peake / M.Kroeger | Nickelback            | 3:29    |
| 4.  |  | "Never Again"          | Chad Kroeger                     | Nickelback            | 3:51    |
| 5.  |  | "Sad But True"         | James Hetfield                   | J.Hetfield / L.Ulrich | 2:40    |
| 6.  |  | "Because of You"       | Chad Kroeger                     | Nickelback            | 3:23    |
| 7.  |  | "Too Bad"              | Chad Kroeger                     | Nickelback            | 6:15    |
| 8.  |  | "Where Do I Hide"      | Chad Kroeger                     | Nickelback            | 7:28    |
| 9.  |  | "Figured You Out"      | Chad Kroeger                     | Nickelback            | 4:49    |
| 10. |  | "How You Remind Me"    | Chad Kroeger                     | Nickelback            | 5:11    |
|     |  |                        |                                  |                       |         |

## Twórcy
Nickelback
- Chad Kroeger – śpiew, gitara prowadząca
- Ryan Peake – gitara rytmiczna, wokal wspierający
- Mike Kroeger – gitara basowa
- Ryan Vikedal – perkusja

Gościnnie:
- Tim „Timmy” Dawson – gitara akustyczna w utworze „Someday”